# Tulasnella pallidocremea
Tulasnella pallidocremea é uma espécie de fungo pertencente à família Tulasnellaceae.